# Michal Sadílek
Michal Sadílek (Uherské Hradiště, 31 mei 1999) is een Tsjechisch voetballer die doorgaans als middenvelder speelt. Hij komt uit voor Slavia Praag.

## Carrière

### PSV
Sadílek speelde in de jeugdopleiding van 1. FC Slovácko. In het seizoen 2015/16 werd hij verhuurd aan PSV, wat hem daarna overnam. Hij maakte op 4 november 2016 zijn debuut in het betaalde voetbal. Hij speelde toen met Jong PSV in een met 1–0 verloren wedstrijd in de Eerste divisie uit tegen Helmond Sport. Hij kwam in de 76e minuut in het veld voor Sven Blummel. Sadílek debuteerde op 26 september 2018 in het eerste elftal van PSV. Hij speelde die dag van begin tot eind in een met 0–4 gewonnen wedstrijd in het toernooi om de KNVB beker, uit bij Excelsior Maassluis. 
Zijn debuut in de Eredivisie volgde op 7 december 2018. Hij viel toen in de 78e minuut in voor Jorrit Hendrix tijdens een met 6–0 gewonnen wedstrijd thuis tegen Excelsior. Sadílek kwam op 11 december 2018 voor het eerst in actie tijdens een wedstrijd in de UEFA Champions League. Hij viel toen in de 65e minuut in voor Érick Gutiérrez tijdens een groepswedstrijd uit bij Internazionale (uitslag: 1–1). Coach Mark van Bommel hevelde Sadílek in januari 2019 officieel over naar de selectie van het eerste elftal van PSV. Hier ging hij concurreren met Jorrit Hendrix voor een basisplaats als verdedigde middenvelder. Hij speelde dat seizoen nog negen wedstrijden, waarvan zeven in de basis. 
Sadílek behoorde ook tot de basisopstelling in PSV's eerste wedstrijd van het seizoen 2019/20, een met 3–2 gewonnen wedstrijd in de voorronden van de Champions League thuis tegen FC Basel. Hij verlengde een dag later zijn contract tot medio 2022. Sadílek bleef basisspeler, maar werd vervolgens steeds opgesteld als linksback, een positie waarop trainer Mark van Bommel hem verkoos boven de 'echte' linksbacks Olivier Boscagli en Toni Lato. 
In de tweede seizoenshelft kwam hij niet in actie door een blessure en doordat PSV Ricardo Rodríguez voor de linksbackpositie huurde. In het seizoen 2020/21 werd Philipp Max aangetrokken als linksback en was er voor Sadílek alleen plaats in de selectie als een van de vele middenvelders. Zodoende werd hij voor de rest van het seizoen verhuurd aan FC Slovan Liberec. Daar speelde hij 31 wedstrijden, waarin hij zes goals maakte.

### FC Twente
In het seizoen 2021/22 werd Sadilek uitgeleend aan FC Twente. Daar maakte hij op 14 augustus tegen Fortuna Sittard zijn debuut. Op 22 januari 2022 maakte hij tegen Willem II de enige goal van de wedstrijd en daarmee zijn eerste voor Twente. Dat seizoen kwam hij tot 32 wedstrijden voor Twente, afwisselend als middenvelder en linksback. Vervolgens werd Sadilek voor 1,5 miljoen euro definitief overgenomen door Twente. Door blessureleed kwam hij echter maar tot veertien competitiewedstrijden. Op 20 januari 2024 was hij tegen N.E.C. door afwezigheid van Robin Pröpper voor het eerst aanvoerder van Twente. 

## Clubstatistieken

### Beloften
| Seizoen     | Club        | Competitie     | Competitie | Competitie |
| Seizoen     | Club        | Competitie     | Wed.       | Dlp.       |
| ----------- | ----------- | -------------- | ---------- | ---------- |
| 2016/17     | Jong PSV    | Eerste divisie | 2          | 0          |
| 2017/18     | Jong PSV    | Eerste divisie | 2          | 0          |
| 2018/19     | Jong PSV    | Eerste divisie | 5          | 0          |
| 2019/20     | Jong PSV    | Eerste divisie | 2          | 0          |
| Club totaal | Club totaal | Club totaal    | 11         | 0          |

### Senioren
| Seizoen        | Club             | Competitie     | Competitie | Competitie | Beker | Beker | Internationaal | Internationaal | Overig | Overig | Totaal | Totaal |
| Seizoen        | Club             | Competitie     | Wed.       | Dlp.       | Wed.  | Dlp.  | Wed.           | Dlp.           | Wed.   | Dlp.   | Wed.   | Dlp.   |
| -------------- | ---------------- | -------------- | ---------- | ---------- | ----- | ----- | -------------- | -------------- | ------ | ------ | ------ | ------ |
| 2018/19        | PSV              | Eredivisie     | 11         | 1          | 1     | 0     | 1              | 0              | —      | —      | 13     | 1      |
| 2019/20        | PSV              | Eredivisie     | 14         | 1          | 0     | 0     | 7              | 0              | 1      | 0      | 22     | 1      |
| 2020/21        | PSV              | Eredivisie     | 2          | 0          | 0     | 0     | 1              | 0              | —      | —      | 3      | 0      |
| 2020/21        | → Slovan Liberec | Fortuna Liga   | 24         | 6          | 2     | 0     | 5              | 0              | —      | —      | 31     | 6      |
| 2021/22        | → FC Twente      | Eredivisie     | 30         | 1          | 2     | 0     | 0              | 0              | 0      | 0      | 32     | 1      |
| 2022/23        | FC Twente        | Eredivisie     | 14         | 2          | 0     | 0     | 4              | 0              | 3      | 0      | 21     | 2      |
| 2023/24        | FC Twente        | Eredivisie     | 31         | 1          | 1     | 0     | 6              | 0              | 0      | 0      | 38     | 1      |
| 2024/25        | FC Twente        | Eredivisie     | 21         | 2          | 2     | 0     | 6              | 0              | 1      | 1      | 30     | 3      |
| Carrièretotaal | Carrièretotaal   | Carrièretotaal | 147        | 14         | 8     | 0     | 30             | 0              | 5      | 1      | 190    | 15     |

Bijgewerkt t/m 23 mei 2025.